# Shimokawa, Hokkaidō
Shimokawa (下川町 Shimokawa-chō) là thị trấn thuộc huyện Kamikawa, phó tỉnh Kamikawa, Hokkaidō, Nhật Bản. Tính đến ngày 1 tháng 10 năm 2020, dân số ước tính thị trấn là 3.126 người và mật độ dân số là 4,9 người/km2. Tổng diện tích thị trấn là 644,20 km2.

## Địa lý

### Khí hậu
| Dữ liệu khí hậu của Shimokawa, Hokkaidō  | Dữ liệu khí hậu của Shimokawa, Hokkaidō | Dữ liệu khí hậu của Shimokawa, Hokkaidō | Dữ liệu khí hậu của Shimokawa, Hokkaidō | Dữ liệu khí hậu của Shimokawa, Hokkaidō | Dữ liệu khí hậu của Shimokawa, Hokkaidō | Dữ liệu khí hậu của Shimokawa, Hokkaidō | Dữ liệu khí hậu của Shimokawa, Hokkaidō | Dữ liệu khí hậu của Shimokawa, Hokkaidō | Dữ liệu khí hậu của Shimokawa, Hokkaidō | Dữ liệu khí hậu của Shimokawa, Hokkaidō | Dữ liệu khí hậu của Shimokawa, Hokkaidō | Dữ liệu khí hậu của Shimokawa, Hokkaidō | Dữ liệu khí hậu của Shimokawa, Hokkaidō |
| Tháng                                    | 1                                       | 2                                       | 3                                       | 4                                       | 5                                       | 6                                       | 7                                       | 8                                       | 9                                       | 10                                      | 11                                      | 12                                      | Năm                                     |
| ---------------------------------------- | --------------------------------------- | --------------------------------------- | --------------------------------------- | --------------------------------------- | --------------------------------------- | --------------------------------------- | --------------------------------------- | --------------------------------------- | --------------------------------------- | --------------------------------------- | --------------------------------------- | --------------------------------------- | --------------------------------------- |
| Cao kỉ lục °C (°F)                       | 6.4 (43.5)                              | 11.3 (52.3)                             | 15.1 (59.2)                             | 26.6 (79.9)                             | 31.9 (89.4)                             | 34.0 (93.2)                             | 37.3 (99.1)                             | 36.2 (97.2)                             | 31.5 (88.7)                             | 25.1 (77.2)                             | 19.8 (67.6)                             | 12.4 (54.3)                             | 37.3 (99.1)                             |
| Trung bình ngày tối đa °C (°F)           | −3.9 (25.0)                             | −2.7 (27.1)                             | 1.7 (35.1)                              | 9.3 (48.7)                              | 17.1 (62.8)                             | 21.3 (70.3)                             | 24.7 (76.5)                             | 25.0 (77.0)                             | 21.0 (69.8)                             | 13.9 (57.0)                             | 5.2 (41.4)                              | −1.7 (28.9)                             | 10.9 (51.6)                             |
| Trung bình ngày °C (°F)                  | −8.8 (16.2)                             | −8.2 (17.2)                             | −3.3 (26.1)                             | 3.6 (38.5)                              | 10.2 (50.4)                             | 14.8 (58.6)                             | 18.8 (65.8)                             | 19.4 (66.9)                             | 14.7 (58.5)                             | 7.9 (46.2)                              | 1.3 (34.3)                              | −5.4 (22.3)                             | 5.4 (41.8)                              |
| Tối thiểu trung bình ngày °C (°F)        | −15.7 (3.7)                             | −15.8 (3.6)                             | −9.8 (14.4)                             | −2.4 (27.7)                             | 3.3 (37.9)                              | 8.8 (47.8)                              | 13.8 (56.8)                             | 14.7 (58.5)                             | 9.1 (48.4)                              | 2.4 (36.3)                              | −2.7 (27.1)                             | −10.7 (12.7)                            | −0.4 (31.2)                             |
| Thấp kỉ lục °C (°F)                      | −35.1 (−31.2)                           | −36.1 (−33.0)                           | −32.3 (−26.1)                           | −15.8 (3.6)                             | −6.0 (21.2)                             | −2.1 (28.2)                             | 1.5 (34.7)                              | 2.7 (36.9)                              | −1.0 (30.2)                             | −7.5 (18.5)                             | −20.9 (−5.6)                            | −31.7 (−25.1)                           | −36.1 (−33.0)                           |
| Lượng Giáng thủy trung bình mm (inches)  | 36.8 (1.45)                             | 28.2 (1.11)                             | 37.3 (1.47)                             | 42.8 (1.69)                             | 62.9 (2.48)                             | 64.1 (2.52)                             | 126.8 (4.99)                            | 143.6 (5.65)                            | 147.0 (5.79)                            | 118.8 (4.68)                            | 95.8 (3.77)                             | 60.7 (2.39)                             | 964.8 (37.98)                           |
| Lượng tuyết rơi trung bình cm (inches)   | 184 (72)                                | 150 (59)                                | 139 (55)                                | 40 (16)                                 | 0 (0)                                   | 0 (0)                                   | 0 (0)                                   | 0 (0)                                   | 0 (0)                                   | 3 (1.2)                                 | 82 (32)                                 | 204 (80)                                | 820 (323)                               |
| Số ngày giáng thủy trung bình (≥ 1.0 mm) | 14.3                                    | 11.8                                    | 12.9                                    | 10.8                                    | 10.9                                    | 9.8                                     | 12.3                                    | 12.1                                    | 14.8                                    | 16.4                                    | 18.7                                    | 18.8                                    | 163.6                                   |
| Số ngày tuyết rơi trung bình (≥ 3 cm)    | 20.3                                    | 17.9                                    | 16.9                                    | 5.9                                     | 0                                       | 0                                       | 0                                       | 0                                       | 0                                       | 0.3                                     | 8.2                                     | 20.7                                    | 90.2                                    |
| Số giờ nắng trung bình tháng             | 64.9                                    | 88.7                                    | 124.4                                   | 151.3                                   | 181.9                                   | 161.4                                   | 157.4                                   | 148.2                                   | 150.2                                   | 119.2                                   | 55.5                                    | 41.7                                    | 1.443,6                                 |
| Nguồn: Cục Khí tượng Nhật Bản            |                                         |                                         |                                         |                                         |                                         |                                         |                                         |                                         |                                         |                                         |                                         |                                         |                                         |